# Right Now!
Right Now! var en högerpolitisk engelsk tidskrift som gavs ut åren 1993 till 2006. Tidskriften behandlade även konst och kulturkritik, och kallade sig för en tidskrift för "politik, idéer och kultur".
Redaktör fram till 1995 var Michael Harrison, därefter tog Derek Turner över redaktörskapet fram tills nedläggningen år 2006.
Right Now! intervjuade eller publicerade artiklar av många framträdande politiker, tänkare och författare, däribland Antony Flew, Roger Scruton, Pat Buchanan, Peter Brimelow, Frederick Forsyth, Charles Moore, Garry Bushell, Nick Griffin, Jean-Marie Le Pen, Alain de Benoist, Richard Lynn, J. Philippe Rushton, Thomas Fleming och Samuel T. Francis. En rad brittiska konservativa politiker framträdde i intervjuer eller artiklar i tidskriften, däribland Ann Widdecombe och Bill Cash.
Tidskriften användes som exempel av förre brittiske utrikesministern Robin Cook i ett angrepp mot konservative ledaren William Hagues oförmåga att hålla tillbaka extremister inom konservativa partiet. Cook ansåg att Hague borde förbjuda tidskriften.